# (500485) 2012 TK254
(500485) 2012 TK254 es un asteroide perteneciente al cinturón de asteroides, descubierto el 18 de enero de 2009 por el equipo del Spacewatch desde el Observatorio Nacional de Kitt Peak, Arizona, Estados Unidos.

## Designación y nombre
Designado provisionalmente como 2012 TK254.

## Características orbitales
2012 TK254 está situado a una distancia media del Sol de 3,136 ua, pudiendo alejarse hasta 3,415 ua y acercarse hasta 2,857 ua. Su excentricidad es 0,089 y la inclinación orbital 9,565 grados. Emplea 2028,78 días en completar una órbita alrededor del Sol.

## Características físicas
La magnitud absoluta de 2012 TK254 es 15,8. 